# Maurice Brocco
Maurice Brocco (Fismes, 28 gennaio 1885 – Mûrs-Erigné, 25 maggio 1965) è stato un ciclista su strada e pistard francese, professionista dal 1908 al 1924, vincitore di una Parigi-Bruxelles.

## Carriera
Tra il 1912 e il 1913 Brocco fu per due volte sul podio del Giro di Lombardia, secondo nel 1913 e terzo l'anno precedente. Ebbe modo di piazzarsi bene anche in diversi campionati nazionali.
Dopo la prima guerra mondiale si dedicò prevalentemente al ciclismo su pista ottenendo buoni successi nelle Sei Giorni soprattutto statunitensi, ma già precedentemente si contano diversi podi nella Sei Giorni di Berlino e di Parigi.
Il suo nome è legato al diverbio con Henri Desgrange in occasione del Tour de France 1911. Brocco fu accusato da Desgrange di aver raggiunto un accordo economico con François Faber per aiutare quest'ultimo durante la corsa, mentre il regolamento stabiliva che i ciclisti corressero individualmente. Brocco venne quindi accusato di aver aspettato e aiutato Faber e si chiese allora il suo allontanamento dalla corsa, ma l'appello alla Unione Velocipedistica Francese diede ragione al ciclista. Desgrange quindi attaccò pesantemente Brocco dalle pagine del suo giornale definendolo una persona indegna.
Brocco offeso da queste parole decise di dimostrare tutto il suo valore e nella decima tappa si mise alla ruota del primo in classifica Gustave Garrigou dicendo di voler sistemare le proprie questioni con Desgrange. Brocco e Garrigou continuavano appaiati la scalata del Tourmalet e Brocco chiese a Desgrange se poteva rimanere o no con il primo in classifica. Sulla successiva salita dell'Abisque staccò la maglia gialla e raggiunse Paul Deboc e pose la stessa domanda a Desgrange, scattò di nuovo raggiunse Emille Georget e di nuovo pose la stessa domanda, a quel punto scattò di nuovo e vinse la tappa in solitaria con oltre mezz'ora di vantaggio sul secondo.

## Palmarès

### Strada
- 1907 (dilettante)

Paris-Dieppe
- 1908

Hérve-Tirlemont-Hérve
- 1909

Rennes-Brest
- 1910

Parigi-Bruxelles
- 1911

10ª tappa Tour de France (Bayonne > Bayonne)
- 1914

Parigi-Nancy

### Pista
- 1920

Sei giorni di New York
- 1923

Sei giorni di Chicago
- 1924

Sei giorni di Chicago

## Piazzamenti

### Grandi Giri
- Giro d'Italia

1909: non partito
1910: ritirato
- Tour de France

1908: ritirato (9ª tappa)
1910: ritirato (6ª tappa)
1911: escluso (11ª tappa)
1912: ritirato (3ª tappa)
1913: ritirato (3ª tappa)
1914: 23º
1919: non partito

### Classiche monumento
- Giro di Lombardia

1911: 4º
1912: 3º
1913: 2º